# Châtenoy-en-Bresse
Châtenoy-en-Bresse é uma comuna francesa na região administrativa de Borgonha-Franco-Condado, no departamento Saône-et-Loire. Estende-se por uma área de 6,66 km². Em 2010 a comuna tinha 1 134 habitantes (densidade: 170,3 hab./km²).